# Религии адыгов
Религии адыгов – совокупность сакральных верований, представлений, обрядов и ритуалов, отражающих этику социума адыгов и определяющих поведение его членов, как выработанных внутри этого общества, так и принятых извне на протяжении его истории. 

## Традиционная монотеистическая религия адыгов (черкесов)
Религия черкесов (адыгов) представляет собой монотеизм, во главе которой стоит создатель всего сущего Бог Тха, Тхашхо (Тхьа, Тхьашхо). Л.Я. Люлье записал, что жители морского прибрежья и горных ущелий, отчасти происхождения „Натухайского, Шапсугского и даже Абадзехского, не имеют определённых религиозных понятий, но веруют, однако, в единство высшего существа, создателя Вселенной“. То же И. Дебу отмечал у кабардинцев: «Знатные сего народа исповедуют ныне Магометанский закон, а простой народ верует только в единого Бога, Творца неба и земли, и не подвержен грубому суеверию первых» («О Кавказской линии», 1816-1826 г.г..)
Какую роль играло здесь влияние других монотеистических религий, а именно христианства и ислама, и в какой степени это представление является самостоятельным продуктом местной теологии, до конца не ясно. В пользу последнего говорит наблюдение, сделанное Э. Спенсером, который говорит, что с лёгким отличием в произношении Тха на черкесском языке также обозначает солнце - tghka. То, что поклонение солнцу могло занимать существенное место в религии адыгов, подтверждают также некоторые аспекты этногенеза - в конце III века до н.э. на Кубань проникает  ираноязычное сарматское племя сираков.
Данная религия является частью философско-этического учения Хабза, регулирующего все аспекты жизни черкесов, и определяющего отношения человека к человеку, к окружающему миру, к богу. 
Тхьа (Тхьашхо — Великий Тхьа) — создатель мира и его законов, давший человеку возможность их познания, что приближает человека к Богу. Тхьа не вмешивается непосредственно в повседневную жизнь. Тхьа предоставляет человеку свободу выбора. Тхьа не имеет какого-либо образа, он вездесущ. Тхьа не требует поклонения. В гимнах Тхьа именуется «тот у кого все просят, который сам никого не просящий», «единственный источник надежды», «источник всех истинных даров».
С частичным принятием черкесами других религий культ Тхьа не исчез. Например, в исламе он частично слился с культом Аллаха. Среди черкесов и сегодня продолжают бытовать гимны (Хъуэхъу) и краткие молитвы национальной религии, в которых Тхьа и Аллах полностью синонимичны. Идентичным Тхьашхо (Великий Тхьа) является и сконструированное по той же форме Аллыхьышхо (Великий Аллах). Тождественность оказалась возможной, прежде всего, из-за монотеизма Тхьа в черкесской религии, что сближает её с поздним исламом.
Что касается христианства в Черкесии, то, ввиду антропоморфности Иисуса прямого сближения не произошло. Тхьа так и остался единственным божеством, а Иисус (Ауш Герге — Иисус греческий), упоминается лишь эпизодически, как и другие элементы христианства (в частности, Псатхьа — Святой дух и т.д).
Согласно черкесским космогоническим текстам, мир имеет начало — он начался со строительства его Сетью (Хъы). После этого объекты мира образовывались, развиваясь по  своим законам. 
Символом черкесской религии является Т-символ, в котором верхняя горизонтальная черта символизирует высший божественный уровень, а вертикальная черта — единство мира. Т-символ является символом единого бога Тхьа и предметом поклонения.  
Почитание и благоговейное отношение к Тхьа, просьбы к нему выражаются через обряды и ритуалы — Тхьэлъэӏу (просьба к Тхьа), Хъуэхъу (гимны-молитвы). Для проведения Тхьэлъэlу не принято было пользоваться рукотворными сооружениями (lэрыщl). Обряды проводятся в особых местах, чаще всего это большие деревья в особо почитаемых рощах — Тхьэлъэlупlэ, Тхьэщlагъ мэз. Каждый род имел такое дерево-святилище. Кроме их основного названия, используют метафорическое — чийзыхамыбз (роща, в которой ничего не срезают). Место Тхьэлъэӏупэ отмечается символом «Т». Обращения к Тхьа при молебнах проводятся стоя, с поднятыми кверху руками. Обряды проводят старшие в роду, общине, селении. 
Календарный цикл религиозных праздников черкесской религии — солнечный и привязан к основным астрономическим датам солнечного цикла. 
Новый год по черкесскому календарю отмечается с Весеннего равноденствия (Гъэрэ щІырэ зыхокІ), День единения с Тхьа (Тхьашхогухьаж) связан с Осенним равноденствием, Возвращение Солнца (Дыгъэгъазэ) — с Зимним солнцестоянием. 
Летнее солнцестояние отмечается как дни Сатаней-гуаше, матери нарта Саусаруко, которая, согласно нартскому эпосу, попросила Солнце остановиться на три дня. Солнце выполнило просьбу женщины.
Кроме этих основных праздников существуют ещё как приуроченные (связанные с определёнными днями календаря), так и неприуроченные праздники и молебны. Неприуроченные молебны проводят по поводу определённых событий — избавления от беды, успешного завершения дела, и т д. Обязательным атрибутом этих молебнов является приготовление особой ритуальной пищи. 
Важным элементом черкесской религиозной системы является вера в Души (Пса) предков, которые имеют возможность видеть и оценивать дела их потомков. Понятие физических страданий или наслаждений в загробном мире (Хьэдрыхэ) отсутствует — есть духовное удовлетворение или муки раскаяния Души за свой жизненный путь перед собой и перед лицом предков. Поэтому задачей земного существования человека является Совершенствование Духа — сохранение чести (Напэ), проявление сострадания (Гущlэгъу), безвозмездное оказание помощи (Псапэ), что, наряду с доблестью, отвагой воина, позволяет Душе человека после смерти присоединиться к Душам предков с чистой совестью (Напэ Хужькlэ).
Души предков нуждаются в поминовении, в силу чего устраивают тризны (Хьадэlус) и приготовление поминальной пищи (Жьамэ), раздача её для поминания душ умерших. Души, по которым не провели Хьадаус, испытывают страдания в другом мире . По словам Л.Я. Люлье, «черкесы прибрежные имеют верования в „единство Бога“, в бессмертие души и в будущую жизнь, в которой воздается каждому по делам его земной жизни".
Положения Черкесской религии, как и большинство древних учений, передавались исключительно устным путём, и распространялись широко во всем народе. Этим объясняется чрезвычайная живучесть и устойчивость её взглядов. Отдельного института священников как сословия не существовало.
В начале 19 века Л. Я. Люлье отмечал,  —

Понятия черкесов в некоторых случаях имеют сходство с понятиями древних скандинавов: так, например, „в старых легендах упоминается о великанах и пигмеях“, которых черкесы, будто бы, застали при приходе своём на теперешние земли и коих род впоследствии истребился; точно тоже в рассказах скандинавских говорится о некотором муже по имени Нор в стране великанов: на черкесском языке слово народ обозначает „богатырь“.

Имя „Тор“, которое живёт ещё у обитателей Исландии, обозначает бога силы, владетеля Перун; у черкесов и теперь бога называют „Тха“ и „Тхашхо“. Подобное сближение требует филологического исследования».
Русская православная церковь считает черкесскую религию отдельной, требник патриарха Филарета XVI века помещает её между сарацинской верой (исламом) и армянской.

## Греческое влияние на адыгскую (черкесскую) мифологию
Древнегреческие города-полисы располагались на территории черноморского побережья, занимаемого адыгами, в силу чего происходило взаимное влияние мифологий. Так, в древнегреческой мифологии прослеживаются адыгские параллели (миф о Прометее, прикованном к г. Эльбрус, и т. д.). Есть мнение, что ядро мифа о Прометее намного древнее эсхиловского Прометея и в этом случае имеет место заимствование древними греками древне-адыгского имени Нэсрен путём калькирования.  Аналогично, и в черкесской мифологии существуют греческие параллели.
Однако наиболее значительное греческое влияние на мифологию адыгов происходило во времена расцвета Византийской (греческой) империи.
Отмечая этот неоспоримый факт, исследователи, в то же время, проводили иногда слишком прямые параллели между мифологией адыгов и греков.
Так, в начале 19 века, Л. Я. Люлье, исследовав бытующие у адыгов (черкесов) верования, обряды и предрассудки, составил список богов адыгов и затем записал —

«… гостеприимство, смешанное с религиозными понятиями, любовью к родине и старыми предрассудками, есть характеристическая черта нравов горцев препятствующая и поныне окончательному водворению у них исламизма».— Л. Я. Люлье. Верования, религиозные обряды и предрассудки у черкесов
Явные параллели прослеживаются между адыгским Мазытхьэ и греческим Паном, под воздействием которого изначально женский мифологический образ Мэзгуаше (Мэзгуащэ) трансформировался в мужской — Мэзытхьэ. Не упомянутая у Люлье черкесская мифологическая покровительница пчеловодства Мелисса сохранила даже греческое имя — «мелисса» по-гречески означает «пчела». Следы греческих религиозных представлений можно видеть и в почитании трёх сестёр, которые, подобно мойрам, опекали семейную жизнь и хранили воинов в битвах. 
Но в ряде случаев сопоставления Люлье носят искусственный характер (Зекlуэтхьэ — Марс, Хенегуаш — Наяда, Кодес — Нептун, Хетегуаш — Помона).

## Период христианства в истории адыгов
С VI века христианство утверждается в Черкесии, где и существует до крушения Византийской империи. Христианские источники указывают Зихию (Зихия — латинское и греческое название Черкесии) и Абазгию (северная часть совр. Абхазии до р. Кодор) объектами проповеднической деятельности двух апостолов Христа — Андрея Первозванного и Симона Кананита.  В Черкесии образовалась многочисленная прослойка христианских священнослужителей (шоген — поп, кардан — дьяк. Шогенов и Карданов — самые распространённые фамилии среди современных кабардинцев.). Первый христианский епископ (иуан) в Зихии (Черкесии), появляется в середине VI в. Резиденция Епископа Зихии и Абазгии находилась в Никопсисе (совр. Новомихайловское, на р. Никепсухо Черноморского побережья) на черноморском побережье, где до сих пор сохранились остатки христианского храма.

Территория, занятая адыгами, в духовном отношении подчинялась четырём епархиям, епископы которых назначались Византией. Эти епархиальные центры находились в Фанагории, Метрахе (Таматархе), Зихополисе и Никопсе. Имеются сведения об участии епископов Фанагорийского и Зихийского в церковных соборах ещё в начале VI века.
В документах Цареградского Собора 518 года стоит подпись епископа Фанагорийского Иоанна, а в материалах Константинопольского Собора 536 года встречается имя Зихийского епископа Дамиана.

Местность Лесистого кургана близ Нальчика также указывается как место пребывания христианских епископов.
Зихская церковь не подчинялась национальным церквям других стран. Зихское архиепископство не входило и в состав архиепископии Золотой Орды, что подчёркивало признание со стороны Папы Римского независимого статуса Зихии.

В 1346 году черкесский аристократ Жан де Зихи был рукоположен в сан архиепископа Зихии Папой Клементом VI в Авиньоне. Зихские епископы активно участвовали во всех христианских соборах IV—XIV веков. В период с XIII по XV века и эпизодически вплоть до первой половины XVII века на территории Зихии (Черкесии) велась активная миссионерская деятельность со стороны Римско-католической церкви.
1318 год — митрополит Зихско-Матрахской митрополии имел резиденцию в Матрахе (Тамани).
1396 год — Зихско-Матрахского митрополит Иосиф, находился в Матрахе.
И. Шильтбергер, возвращавшийся в 1427 году из монгольского плена через земли шапсугов, писал: 

 «Земля черкесов населена христианами, исповедующими греческую веру. По греческому вероучению служат Богу на языках ясском или асском, и зихском или черкесском» (Источник — Виноградов И. Преосвященный Иеремия. Нижний Новгород, 1886).
В период с XII по XV века и эпизодически вплоть до первой половины XVII в. на территории Зихии (Черкесии) велась активная миссионерская деятельность со стороны римско-католической церкви. Католичество распространялось на черноморском побережье Черкесии во времена существования генуэзских (итальянских) торговых городков и даже сформировалась этноконфессиональная группа черкесского народа, исповедующих католичество и названных френккардаши. 
Несмотря на тысячелетний период христианской агитации и реально функционировавшего церковного института, адыги так и не стали христианскими ортодоксами, и христианским этот период в истории Черкесии можно назвать лишь условно,. На протяжении IV—XVI веков в религиозных представлениях черкесов сочетались и тесно переплетались элементы христианства и традиционные этнические верования. И в период упадка христианства у адыгов продолжала устойчиво сохраняться вера в Единого бога Тхьэ. 

«Главными постулатами в вере жителей Западного Кавказа являются — прочная вера в единого Бога, верховного и могущественного, и в бессмертие души, которая, они убеждены, будет переведена в другой мир, местопребывание их отцов.
Подобно магометанам, они не представляют Божество в какой-либо видимой форме, но определяют его как создателя всех вещей, чей дух рассеян во всем Космосе.
Кроме единого вечного Бога, они верят в существование нескольких низших существ, или святых, которым Великий Дух, Тха, передал власть над такими земными вещами, которые он считает слишком незначительными для его внушающего страх контроля… Некоторые из них представляются особенным символом; но они не поклоняются им иначе, кроме как промежуточному объекту.
На сей счет я произвел строгий опрос и обнаружил, что все мои информаторы согласились с этим мнением, и подтвердили то, что я слышал до этого от нескольких русских офицеров, которые в течение многих лет были связаны с черкесами….
Это поклонение должно считаться разновидностью поклонения строгого протестанта и столь же строгого мусульманина».— Э. Спенсер. Путешествия в Черкесию, 1839 г.
Иисус Христос (Ауш Джерыдже — Иисус Греческий), так и не став центральной фигурой пантеона, лишь пополнил черкесскую мифологию. Богом, как и в дохристианские времена, остался Великий Тхьа (Тхьашхо). Не заменив центральную фигуру пантеона — Тхьа, христианство придавало ему антропоморфные черты через иконы — Тхьанапа (Тхьэнапэ, букв. «лик Тхьэ»). Введение образов Богоматери — Тхьэнана (Тхьэнанэ), и Святого Духа — Псатха (Псатхьэ), приравненного к богу Тхьэшхо, было шагом назад по сравнению с черкесским монотеизмом.
Вообще, говоря о религии адыгов, надо иметь в виду, что религиозные верования на Западном Кавказе никогда не ставились выше традиций (хабзэ), которые были практически одинаковы во всем регионе. "В черкесской мифологии, - писал Н. Бэрзедж, - даже боги подвергаются нартскому суду за нарушение обычаев". 

## Обряды религиозного свойства
Обряд воздушного погребения — умершего укладывали в деревянную колоду из двух половинок, выдолбленных из цельного ствола дерева, и подвешивали высоко на ветвях дерева. После достижения телом мумификации (обычно — по истечении одного года), его, не вскрывая колоду, хоронили в земле. Воздушное захоронение применялось у адыгов (черкесов) с древнейших времён. Единичные случаи воздушного захоронения зафиксированы и в XlX веке. Оно упоминается и в знаменитой «Песне Афиюх \ Адииф». Воздушное захоронение зафиксировано как в древних сказаниях, так и в сообщениях иностранных путешественников, как например :
- 1427 год — Иоганн Шильбергер возвращался из монгольского плена через территории адыгов (шапсугов). В своих записях он сообщил[16]:

У них (у черкесов) есть обычай класть убитых молнией в гроб, который потом вешают на высокое дерево. После того приходят соседи, принося с собою кушанья и напитки, и начинают плясать и веселиться, режут быков и баранов и раздают большую часть мяса бедным. Это они делают в течение трех дней, и повторяют то же самое каждый год, пока трупы совершенно не истлеют, воображая, что человек, пораженный молнией, должен быть святой.
- 1667 год — турецкий разведчик Эвлия Челеби при описании адыгского племени мамхегов также записал[17] —

Совершив разные обряды, сказители собирают народ к изголовью умершего. Это — удивительное и редкостное зрелище. После этого они помещают умерших в специальной раке на ветвях большого дерева в горах. ...
Черкесский правитель средневекового Египта султан Баркук был также первоначально захоронен посредством воздушного захоронения — гроб с его телом был подвешен его черкесским окружением к потолку мечети.

## Представления о ведьмах
Описывая Черкесию в 1404 году, Иоанн де Галонифонтибус писал:

Говорят, что их женщины являются великими волшебницами и применяют своё ремесло очень охотно. Они вызывают ветер и заставляют море штормить, творя кораблекрушения, ибо у них нет хороших гаваней. Когда я путешествовал по этим землям и вокруг них, я убедился, что эти сплетни являются правдой. Волшебные силы повергли море в неистовство, особенно ночью. Но наши молитвы и святые помогли нам одолеть эти силы. 
С его сообщением перекликаются сведения, записанные через 430 лет :

Находясь в 1836 году в Екатеринодаре, я узнал, что у соседского народа хамышейцев, коих аулы видны за Кубанью, умы были встревожены от появления разных болезней, приписываемых уддам (ведьмам), что был вызван цысюе (ведун) и что инквизиционная комиссия переходила из аула в аул для розыска виновных. Во время пребывания моего в горах я знал одно семейство, которого род был цысюе и находился с ним в сношениях. Оно до сих пор проживает в приморской долине Бзыд, прозывается Хутиноко и принадлежит к поколению Тлечас (Тлехас). — Л. Я. Люлье. Верования, религиозные обряды и предрассудки у черкесов
В начале мая черкесские ведьмы (удды) собираются на плоской вершине горы Собер-уашх (ныне Северский район Краснодарского края), и устраивают там ночной пир. Приближаться к горе Собер-уашх в это время считается опасным. Также было запрещено подниматься на эту гору без спутника.

"Черкесы рассказывают про одну гору, где прячутся духи... ее называют Большой Храм.
По всей вероятности, причиной этих преувеличенных рассказов являются суеверия и невежество. Эта гора расположена в группе высоких гор, но ниже остальных; эти горы образуют почти прямоугольник между Анапой и берегами Кубани, приблизительно на равном удалении в двенадцать лье от этих пунктов.
Густая роща украшает вершину этой горы, а посредине плоской вершины прячется пещера, вход в которую затенен единственным в этом месте деревом. Птицы облетают это место, скот никогда не приближается к нему, а преследуемый зверь предпочитает отдаться в руки охотников, нежели укрыться в этой роще. Недавно трое черкесов решились преодолеть этот барьер и проникнуть в пещеру; двое из них стали жертвой собственной смелости, а третий, избежавший этой участи, рассказал, что он там видел, а через несколько дней впал в безумие.

У подножия этой горы находят античные изделия из золота, серебра, меди и керамики, но дотрагиваться до них строжайше запрещено, и в силу суеверия этот запрет соблюдается.—  Де Бесс Ж. Ш., "Путешествие в Крым, на Кавказ, в Грузию, Армению, Малую Азию и в Константинополь в 1829 и 1830 гг.

## Период ислама

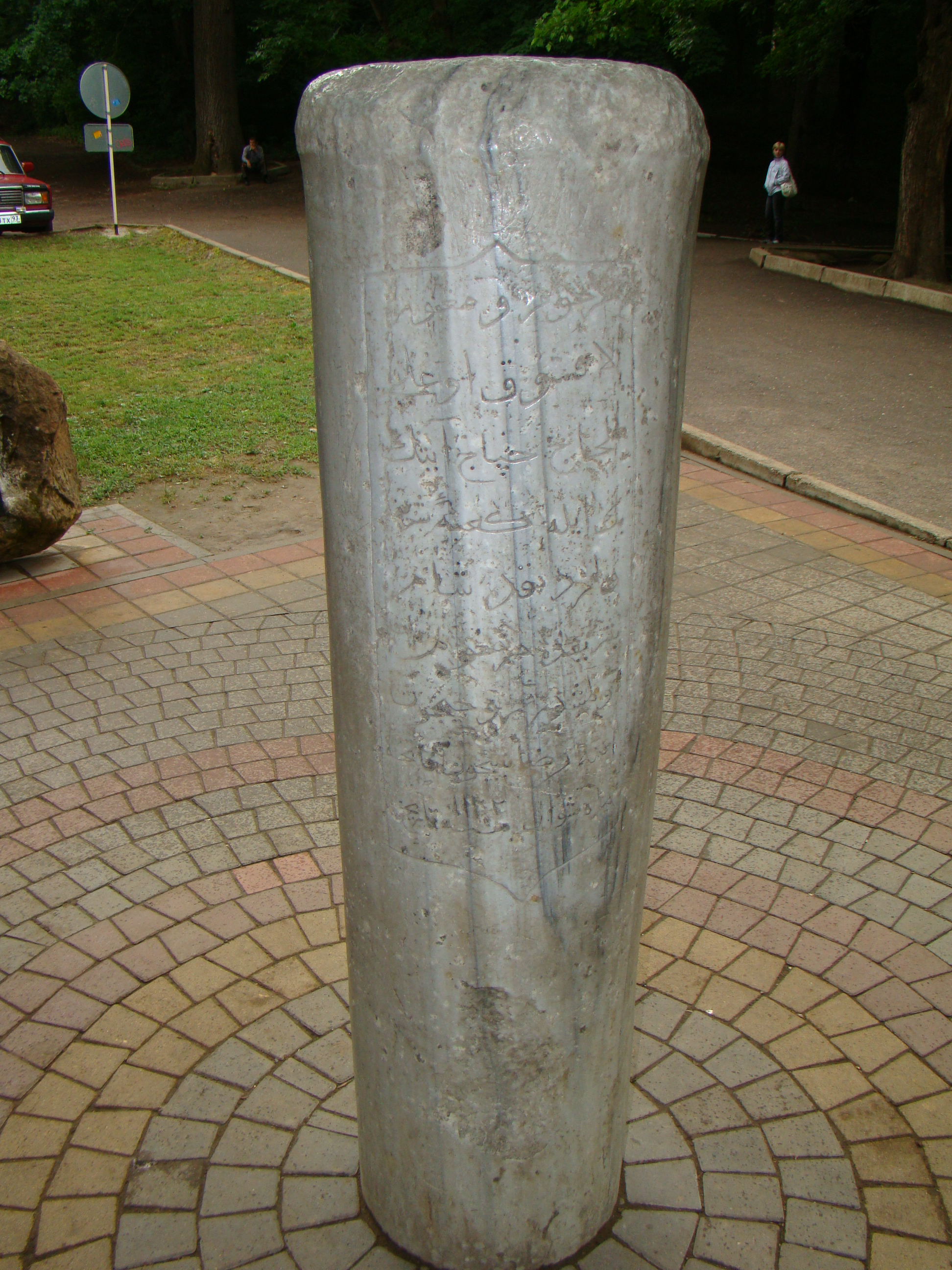
Кенотаф бжедугского аристократа Хапаче Лакшуке, совершившего хадж, надпись 1717 года. Расположен в парке города Горячий Ключ

Внешняя информация о приоритете мусульманской религии в Черкесии впервые появляется в первой половине XVII века. «Одни из них магометане, — сообщает Джиованни Лукка, — другие следуют греческому обряду, но первых больше». Особенно интенсивно к западным адыгам ислам начал проникать с конца XVIII века после завоевания Крыма Российской империей. 

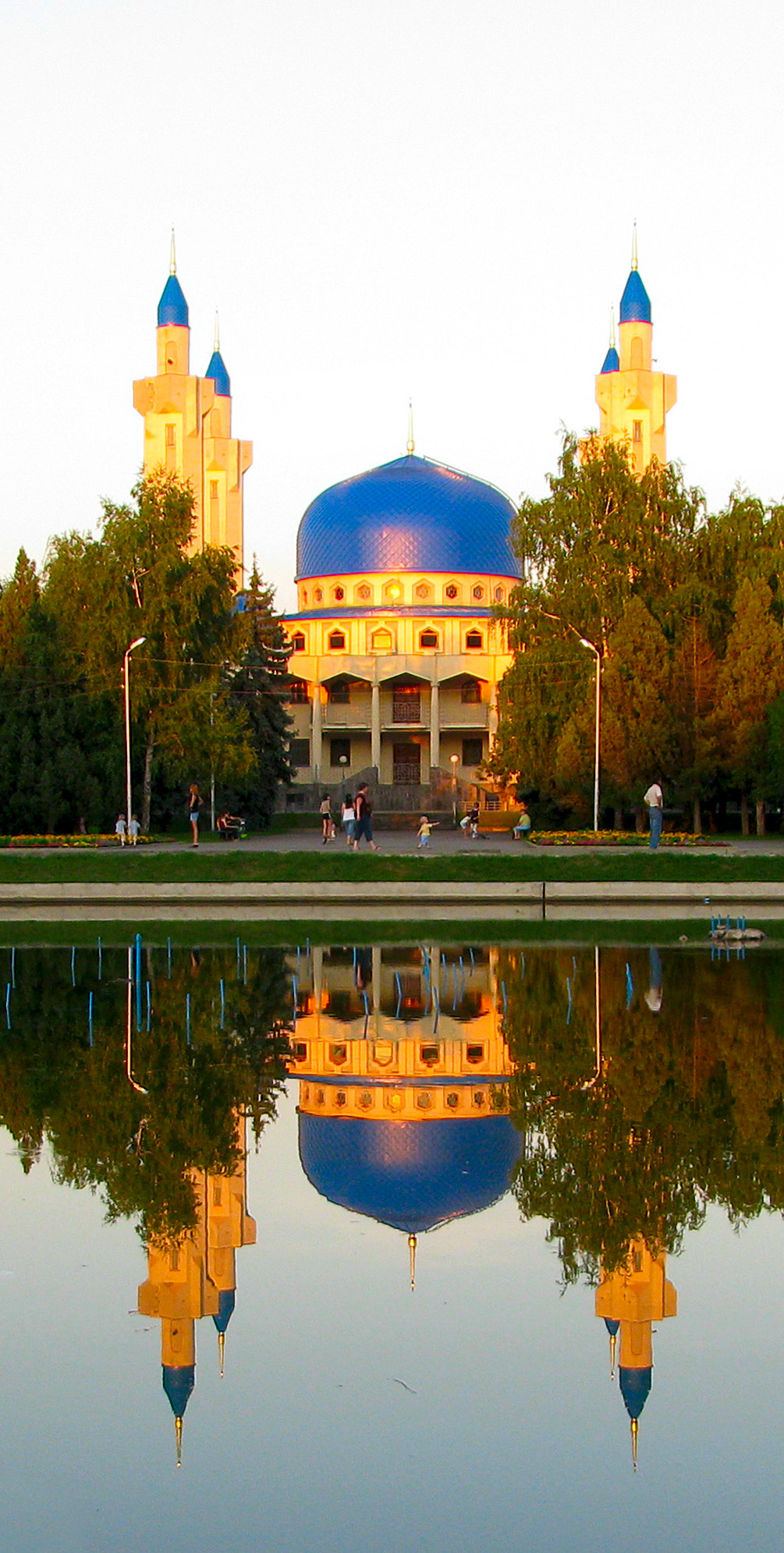
Майкопская Соборная мечеть

Первыми ислам из всех черкесских этнографических групп приняли те, которые проживали на Черноморском и Азовском побережье. Это хегайки (шегаки), жанеевцы, натухайцы и бжедуги. Вторым эшелоном ислам приняли черкесские субэтносы в степях и предгорьях Северного Кавказа: хатукайцы, мамхеги, махошевцы, темиргоевцы, бесленеевцы и кабардинцы. Наконец, последним эшелоном стали убыхи, шапсуги и абадзехи, которые занимали наиболее высокогорные части Северо-Западного Кавказа. 
Если в XVI веке лишь отдельные группы черкесов исповедовали ислам, то к XIX веку все черкесы смотрели на османского султана, как на своего духовного главу и некий высший авторитет. В 1830 году,Султан Хан-Гирей констатировал:

«Единственное вероисповедание черкесских племен — есть магометанское, суннитской секты. Беспокойный образ жизни черкесов причина тому, что они слабо исполняют обряды, сею религией предписываемые, хотя и многие из них готовы отдать жизнь за малейшее оскорбление своего исповедания. Случалось мне видеть между ними людей, превосходящих и самих турков религиозным фанатизмом и прилежанием к исполнению правил вероисповедания, которым духовенство учит их».
- Шора Ногма писал —

«Адиль-Гирей Атажукин с эфендием Исхаком Абуковым, бывший сам в молодые годы муллой, ввел между кабардинским народом шариат, по которому преступники все без изъятия (то есть без различия сословной принадлежности), по степени важности преступления, подвергались смертной казни и телесному наказанию. Установление этого положения принесло большую пользу народу; каждый боялся совершить что-либо противозаконное».
В середине XIX века у адыгов появилась письменность на арабском языке, адыги стали заимствовать мусульманские имена (Мадин, Дауд, Фатимет, Сэлым, Сэид, Муминат), а в язык стали проникать арабские слова.
Наблюдатели отмечали благотворную роль ислама в сглаживании социальных противоречий в адыгском обществе, что прежде всего выразилось в изменении брачных обычаев и в размере судебных штрафов. По словам Джеймса Белла (письмо 18), низшие слои населения стремятся к равенству в согласии с установлениями Корана.
С другой стороны, ислам стал идеологическим оружием антиколониальной войны. Целью шариатского движения являлось единение всех социальных слоёв. Во главе этого движения стояли сами князья. Ради объединения всех сил для борьбы с Россией, князья Кабарды пошли на самые радикальные меры, отказавшись от своих обычных привилегий, а также обещали крестьянам землю и свободу. Предвестником шариатистов можно считать Дола, князя из Малой Кабарды, который командовал вооружёнными силами Шейха Мансура. Важную роль в шариатской реформе в Черкесии, сыграли 40-х годах XIX в. три наиба Шамиля: Хаджи-Мухаммед, Сулейман-Эфенди и Мухаммед-Амин.
1841 год — на р. Пшеха состоялось крупное собрание черкесов, в котором участвовали абадзехи, убыхи и шапсуги. На этом собрании был принят договор, получивший название «дефтер» (тур. defter — «лист»). Главное кредо данного мероприятия нашло своё отражение в преамбуле договора: «Мы хотим помочь всем неустройствам нашего края и не делать зла друг другу». Дефтер состоял из шести статей, посвящённых правовым вопросам внутри черкесского общества, отношениям с дружественными народами, проблемам обороны страны и защиты собственности горцев. Первый пункт «дефтера» гласил —

«Наша первая обязанность есть строгое выполнение шариата. Всякое другое учение должно быть оставлено и отвергнуто, все преступления должны быть судимы не иначе, как по Корану».
Наибольшего успеха религиозные реформаторы добились в таких провинциях Черкесии, как Кабарда, Натухай, Бжедугия и Абадзехия. В целом, ислам стал идеологической базой консолидации черкесских обществ конца XVIII — первой половины XIX вв. в борьбе против экспансии Российской империи. Правовые, обрядовые установления мусульманской религии отразились в культуре адыгов, в его песнях и фольклоре. Исламская этика стала составляющей самосознания черкесского народа, его религиозной самоидентификации.

## Период атеизма
В Советский период (1922—1991), на территории Адыгеи, Кабардино-Балкарии, Карачаево-Черкесии, имели место борьба с любыми религиями, как и на всей территории Советского Союза — см. Религия в СССР. Под лозунгами борьбы с пережитками прошлого запрещалось проведение обрядов, вырубались обрядовые рощи. Среди адыгской элиты (партийной и хозяйственной) был принят атеизм, который ими и пропагандировался всему остальному народу.

## Постсоветский период
На сегодняшний день подавляющее большинство черкесов — мусульмане-сунниты, часть моздокских черкесов — православные христиане. Примерно 7% от общего числа черкесов в России исповедуют черкесскую монотеистическую религию.